# Icerya sumatrana
Icerya sumatrana är en insektsart som beskrevs av Rao 1951. Icerya sumatrana ingår i släktet Icerya och familjen pärlsköldlöss. Inga underarter finns listade i Catalogue of Life.